# Tobiasz Pawlak
Tobiasz Pawlak (Ostrów Wielkopolski, 24 november 1995) is een Pools wielrenner die zowel op de baan als op de weg rijdt. Sinds 2025 rijdt hij bij de Poolse wielerploeg Voster ATS Team.

## Carrière
Pawlak startte als professioneel wielrenner in 2014 bij Mexller en was na twee jaar enkele jaren niet aanwezig als prof, tot hij in 2019 een contract tekende bij Hurom BDC Development. Per 2020 veranderde de ploegnaam naar Mazowsze Serce Polski. Namens deze ploeg won hij in 2024 twee etappes en het eindklassement in de Ronde van Kurpie. Enkele weken later won hij, zonder etappewinst, ook het eindklassement in de Koers van de Olympische Solidariteit. Hij begon 2025, zijn eerste seizoen bij Voster ATS Team, met een derde plek in de Trofej Umag en enkele weken later kwam hij op een tweede plaats in Ślężański Mnich.
Naast zijn carrière op de weg nam Pawlak door de jaren heen ook meermaals deel aan de Poolse kampioenschappen baanwielrennen. In 2016, 2017, 2020 en 2021 werd hij nationaal kampioen bij de ploegenachtervolging. In 2020 reed hij die met Alan en Norbert Banaszek en Daniel Staniszewski, bij de editie van een jaar later voegde Filip Prokopyszyn zich bij het viertal.
Zijn vader, Wojciech, is een voormalig wielrenner en ploegleider.

## Palmares

### Baanwielrennen
| Jaar | PK                                                             |
| ---- | -------------------------------------------------------------- |
| 2013 | ploegenachtervolging · 7e omnium · 7e puntenkoers · 9e tijdrit |
| 2014 |                                                                |
| 2015 | koppelkoers                                                    |
| 2016 | ploegenachtervolging · koppelkoers · 10e puntenkoers           |
| 2017 | ploegenachtervolging · scratch                                 |
| 2018 |                                                                |
| 2019 |                                                                |
| 2020 | ploegenachtervolging · puntenkoers                             |
| 2021 | ploegenachtervolging · 5e omnium                               |

### Wegwielrennen
2013
2e etappe La Coupe du Président de la Ville de Grudziądz
 Pools kampioenschap tijdrijden, junioren
2017
 Pools kampioenschap op de weg, beloften
2022
1e etappe Belgrado-Banja Luka (TTT)
2024
1e, 2e en 3e (TTT) etappe Ronde van Kurpie
Eind- en puntenklassement Ronde van Kurpie
Eind- en puntenklassement Koers van de Olympische Solidariteit
2025
1e etappe Belgrado-Banja Luka

## Ploegen
- 2014 –  Mexller
- 2015 –  Domin Sport
- 2019 –  Hurom BDC Development
- 2020 –  Mazowsze Serce Polski
- 2021 –  HRE Mazowsze Serce Polski
- 2022 –  HRE Mazowsze Serce Polski
- 2023 –  HRE Mazowsze Serce Polski
- 2024 –  Mazowsze Serce Polski
- 2025 –  Voster ATS Team